# Красное Брызгово
Красное Бры́згово — деревня в Бегуницком сельском поселении Волосовского района Ленинградской области.

## История
На карте 1913 года на месте будущей деревни Красное Брызгово обозначены Лифляндские поселения.
С 1917 по 1920 год — в составе Брызговского сельсовета Бегуницкой волости Петергофского уезда.
С 1921 года в составе Бегуницкого сельсовета.
С 1923 года в составе Гатчинского уезда.
Согласно переписи населения СССР 1926 года на Брызговских хуторах Бегуницкого сельсовета Бегуницкой волости Троцкого уезда проживали 122 человека, все эстонцы.
С 1927 года в составе Волосовского района.
- Земли деревни Красное Брызгово. 1938 год

Согласно топографической карте РККА 1938 года населённый пункт на месте современной деревни — Брызговские грунты насчитывал 30 дворов.
C 1 сентября 1941 года по 31 декабря 1943 года хутора находились в оккупации. 
С 1 января 1950 года учитываются областными административными данными как деревня Красное Брызгово.
С 1963 года в составе Кингисеппского района.
С 1965 года вновь в составе Волосовского района. В 1965 году население деревни Красное Брызгово составляло 183 человека.
По данным 1966, 1973 и 1990 годов, деревня Красное Брызгово также входила в состав Бегуницкого сельсовета.
В 1997 году в деревне Красное Брызгово проживали 23 человека, в 2002 году — 19 человек (русские — 84 %), в 2007 году — 26.

## География
Деревня расположена в северной части района на автодороге 41К-365 (подъезд к дер. Красное Брызгово).
Расстояние до административного центра поселения — 4 км.
Расстояние до ближайшей железнодорожной станции Волосово — 23 км.

## Демография
| 2002 | 2007 | 2010 | 2017 |
| ---- | ---- | ---- | ---- |
| 19   | ↗26  | ↘12  | ↗33  |

### Национальный состав
Согласно данным Всероссийской переписи населения 2021 года в деревне проживали 30 человек, из них:
 русские — 21, азербайджанцы — 7, грузины — 1, молдаване — 1 человек.